# 건조

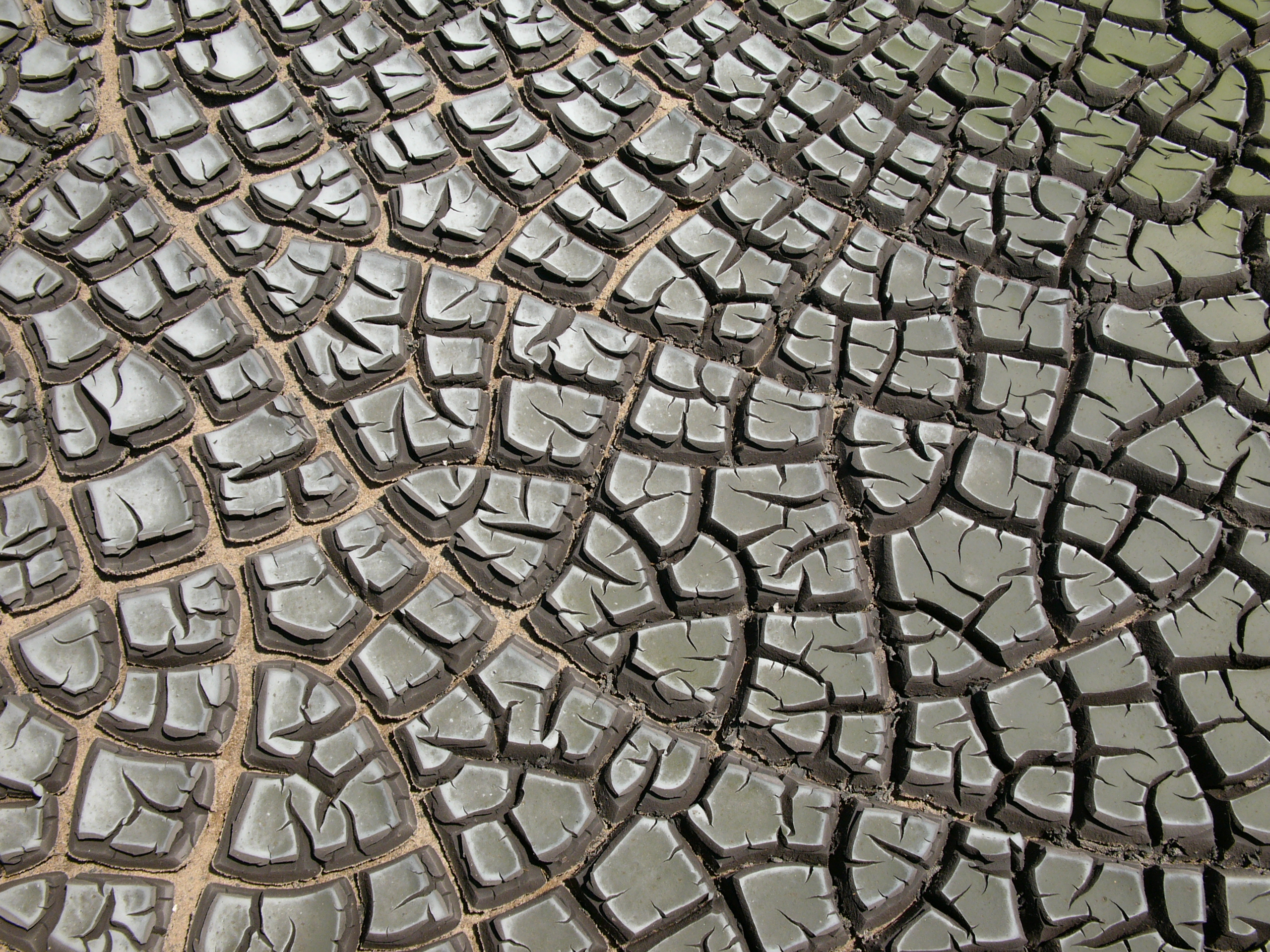

건조(乾燥, Desiccation)는 소량의 물을 함유하는 물질에서 물을 제거하는 조작이다.
간단하게는 더운 바람을 쏘이는 방법이 있다. 시험관은 바깥쪽만 가열하면 안쪽이 마르지 않으므로 유리관 등을 사용하여 내부에 더운 바람을 보낸다. 가루를 건조할 때는 적외선을 조사한다. 저온에서 건조해야만 하는 것은 공기 속에서 건조시킨 다음, 진한 황산이나 실리카겔 등의 건초제를 넣은 건조기(데시케이터) 속에 넣어 둔다. 이 속의 공기를 빼서 진공으로 만들면 수분의 증발이 더욱 쉬워지는데, 이것을 진공 건조라고 한다. 또, 냉동 장치로 동결시켜 진공 속에서 직접 물을 승화시켜서 제거하면 열에 의해서 분해되기 쉬운 것이나 상온에서도 변질되기 쉬운 것을 건조시킬 수 있다. 이를 동결 건조라고 한다.

## 법의학에서의 사망 후 사체의 건조
사망 한 다음에는 수분공급이 중단되고 증발은 계속되어 보통 사망 후 수시간이 지나면 건조가 시작된다. 상처가 있는 손상은 다른 부위보다 빨리 건조가 진행되어 변색 및 가죽 모양으로 단단해지고, 입술이나 점막, 음낭 등도 보통 빨리 건조되어 표피 박탈이 잘 일어나서 외상이나 피하 출혈로 잘못 판단할 수 있다.

## 같이 보기
- 증착
- 흡습성
- 미라